# Cucui
Cucui je gradić u Brazilskoj državi Amazonas od 2 500 stanovnika u općini São Gabriel da Cachoeira

## Zemljopisne karakteristike
Cucui se nalazi na sjeveru države Amazonas na lijevoj obali Rio Negra, koji upravo kod Cucuia ulazi u Brazil.Tame se nalazi tromeđa Brazila, Kolumbije i Venezuele tako da je Cucui i granični prijelaz.